# Чукотская окружная библиотека
Чукотская окружная публичная универсальная библиотека им. В. Г. Тана-Богораза — центральная библиотека Чукотского автономного округа Российской Федерации (город Анадырь).
Возглавляет Чаунскую центральную библиотечную систему.

## История
Основателем и первым директором библиотеки была Мария Клейн — учитель по образованию и библиотекарь по призванию. Более полных сведений об истории библиотеки не сохранилось, так как сгорел окружной архив. Из устных рассказов жителей известно, что библиотека была первой поселковой анадырской библиотекой и существовала с 1936 года
.
1 января 1947 году библиотека приобрела статус окружной. С 1990 года она носит имя В. Г. Тана-Богораза — учёного, исследователя, этнографа, создателя первого чукотского букваря.

## Современное значение библиотеки
На сегодняшний день — это современное, хорошо технически оснащённое культурное заведение округа.
Библиотека относится к особо ценным объектам культурного наследия народов Чукотского автономного округа. Имеет огромное значение и выполняет следующие функции:
- участвует в разработке и реализации политики округа в области библиотечного дела;
- является депозитарием краеведческих документов и документов на национальных языках народов Чукотки, поэтому комплектует эти документы на принципах исчерпывающей полноты комплектования и вечности хранения;
- удовлетворяет библиотечно-библиографические и информационные запросы пользователей библиотеки, обеспечивает доступ к документам, необходимым для развития экономики, науки и культуры Чукотского автономного округа;
- является методическим центром для библиотек Чукотского автономного округа;
- организует и обеспечивает функционирование автоматизированной системы библиотек округа, её взаимосвязь с общей информационной системой Чукотского автономного округа и Российской Федерации;
- организует мероприятия по пропаганде культурного наследия народов Чукотки на основе своих материалов и путём специального комплектования материалов из других библиотек и архивов.

На базе краеведческого отдела библиотеки работает культурно-информационный центр «Чукотская книга», в целях которого: способствование развитию и информированию национального самосознания читателей средствами литературы, приобщение к устному народному творчеству, развитие краеведческой библиотечной деятельности по другим направлениям.
В библиотеке имени Тана-Богораза открыт Центр правовой и деловой информации, Центр комплектования библиотек округа.
Главная библиотека Чукотки всецело доступна общественности, приближена к потребностям местного населения, является не только информационным, но и образовательным, культурно-просветительным учреждением.

## Чаунская центральная библиотечная система
История Чаунской центральной библиотечной системы начинается в 1979 году. Сейчас она объединяет 57 муниципальных общедоступных библиотек; в том числе — 9 детских, 39 сельских.
По сведениям на сайте библиотеки, объём фонда Чаунской центральной библиотечной системы составляет порядка 100 тыс. экземпляров.